# Космос-1443
Космос-1443 (ТКС-3) — безпілотний транспортний корабель постачання, призначений для роботи з орбітальною станцією (ОС) «Салют-7» як її модуль і вантажний корабель. Складався з функціонально-вантажного блоку (ФГБ) і повертального апарата (ВА). Перший ТКС, що у повному складі (ФГБ та ВА) зістикувався зі станцією. При цьому маси ОС та ТКС були співрозмірні, що дозволило відпрацювати методи управління важкими та великогабаритними орбітальними комплексами.

## Історія
Запущений 2 березня 1983, 10 березня пристикувався до ОС «Салют-7», яка з грудня 1982 літала без екіпажу і перебувала в автоматичному режимі польоту. ТКС доставив на борт станції 2,7 тонни вантажів, зокрема дві додаткові панелі сонячних батарей у переносному контейнері. Приблизно 4 тонни палива, а також власні сонячні батареї розмахом 16 метрів, загальною площею 40 м2 і потужністю приблизно 3 кіловати дозволили йому взяти управління комплексом «Салют-7» — «Космос-1443» на себе.
28 червня 1983 року з комплексом зістикувався пілотований корабель «Союз Т-9» (екіпаж Володимир Ляхов та Олександр Александров).
Утворилося зв'язка масою 47 тонн, довжиною майже 35 метрів і корисним об'ємом удвічі більшим, ніж у попередніх польотах. 30 червня ЦУП дозволив відкрити люк у вантажний блок. Модифіковані стикувальні агрегати дозволили екіпажу розвантажити ТКС, працюючи у внутрішніх відсіках. З кріпленням вантажу на землі перестаралися — космонавти витратили майже годину на зняття двох гайок.
За допомогою рушійної установки вантажівки 6 разів здійснювалася корекція орбіти комплексу, виконано приблизно сто динамічних операцій, зокрема точна орієнтація щодо Землі та зірок. Завдяки вдосконаленій системі управління ТКС міг підтримувати стабілізований політ до кількох діб, що давало космонавтам можливість виконувати наукові експерименти, не вдаючись до ручного управління.
14 серпня 1983 року ТКС відстикувався від станції. При цьому замки відкрилися не одночасно, і ТКС якийсь час тяг станцію за собою, погрожуючи зведенням з орбіти. Потім ВА відокремився від ФГБ і впродовж більш ніж чотирьох діб продовжував автономний політ у космосі, а 23 серпня 1983 успішно приземлився у визначеному районі, доставивши 350 кг корисного вантажу зі станції. ФГБ зійшов із орбіти 19 вересня 1983 року.
У 1993 році спускний апарат корабля був проданий на аукціоні Сотбіс за 552 тис. доларів.